# 丁树本
丁树本（1900年—1948年），号立斋，安徽蒙城双涧镇人。国民革命军陆军中将，河北省第十七区（濮阳）行政督察专员兼保安司令。

## 生平
十七、八岁时到张敬尧部当兵，先充伙夫，因他颇识文字，乃由二等兵升为上士司书。转冯玉祥西北军。
抗日战争爆发后，以河北省第十七区（濮阳）行政督察专员兼保安司令身份，兼任河北省政府委员兼冀察战区游击第一纵队司令，晋衔中将。
1946年全面内战爆发后，在开封纠集旧部和濮大区地主武装，复任河北省第十四区督察专员公署专员兼保安司令。1946年10月随第五军等部进犯冀鲁豫解放区，重占濮阳、清丰、南乐等县。1947年2月驻守濮阳之整编第47师第127旅李家英部撤走，丁部经滑县、长垣，东渡黄河据守东明。1947年12月30日共军经一小时战斗破城，守军河北省第十四专署及东明、濮阳、清丰、大名、南乐、广平等6个县政府及东明县保安团、专署特务营被全歼，俘虏专员兼中将保安司令丁树本。